# Уоллингфорд (Коннектикут)
Уоллингфорд (Wallingford) — город (таун) в округе Нью-Хейвен, который входит в американский штат Коннектикут. Находится на реке Куиннипиак к северо-востоку от Нью-Хейвена. Население: 43 026 чел. (2000); 45 135 чел. (2010).
Земли были куплены у Монтовиза (Montowese), сына индейского вождя, в 1638 году «за 12 тканых плащей». Поселение отделилось от Нью-Хейвена и открылось для белых переселенцев в 1667 году. Первоначально называлось Ист-Ривер (East River), но в 1670 году получило статус города и было переименовано в честь английского Уоллингфорда. Боро (район) Уоллингфорд, образованный в 1853 году, был объединён с городом в 1958 году.
В 1896 году была основана частная школа-пансион для мальчиков «Чоут» (Choate), а в 1890 году — школа для девочек Rosemary Hall. В 1974 году они объединились под названием Choate Rosemary Hall. Среди выпускников этого престижного заведения — президент Дж. Ф. Кеннеди, писатели Джон Дос Пассос и Эдвард Олби, дипломат Виктория Нуланд, актёры Майкл Дуглас, Гленн Клоуз, Джейми Ли Кёртис, Джеймс Уитмор и Пол Джаматти, наследник бутанского престола Джигъел Угъен Вангчук, а также Иванка Трамп. Расширение школы профинансировал некогда учившийся здесь Пол Меллон (1907-99).
Исторически промышленность Уоллингфорда была завязана на металлообработке. В конце XIX века местные промышленники доминировали в обработке серебра в США. 